# Каплица Святой Стефании
Каплица Святой Стефании или костёл Святой Стефании — здание католической часовни в бывшей дворянской усадьбе Дружноселье, в одноимённом посёлке, в Гатчинском районе Ленинградской области.
Сооружение построено в первой половине XIX века архитектором А. П. Брюлловым. Является памятником архитектуры регионального значения.

## История
Каплица была построена в 1834 году в имении Дружноселье по указанию светлейшего князя Льва Витгенштейна, сына фельдмаршала и графа Петра Витгенштейна. Часовня была посвящена скончавшейся двумя годами ранее супруге Льва Петровича — Стефании, урождённой княгине Радзивилл.
Проект был составлен по проекту архитектора Брюллова, стены возводились из пудожского известняка, который добывали неподалёку, в Пудости. Каплица представляла собой небольшое, но величественное храмовое сооружение в виде ротонды с портиками, решёнными в духе классицизма.
Каплица была освящена в честь святой Стефаниды. Впоследствии она служила фамильной усыпальницей рода Витгенштейнов. Вплоть до революции 1917 года здесь были погребены 12 человек. Среди них преобладают Витгенштейны, но там же похоронены Иван Саввич Горголи (1770–1862) и его жена Екатерина Осиповна, урожденная Дерибас, чья дочь Софья (1807–1835) стала женой графа Александра Петровича Витгенштейна. Отличительная особенность этого фамильного некрополя состоит в том, что там погребены лица разных христианских конфессий: католики, протестанты, реформаты и православные.

## Галерея

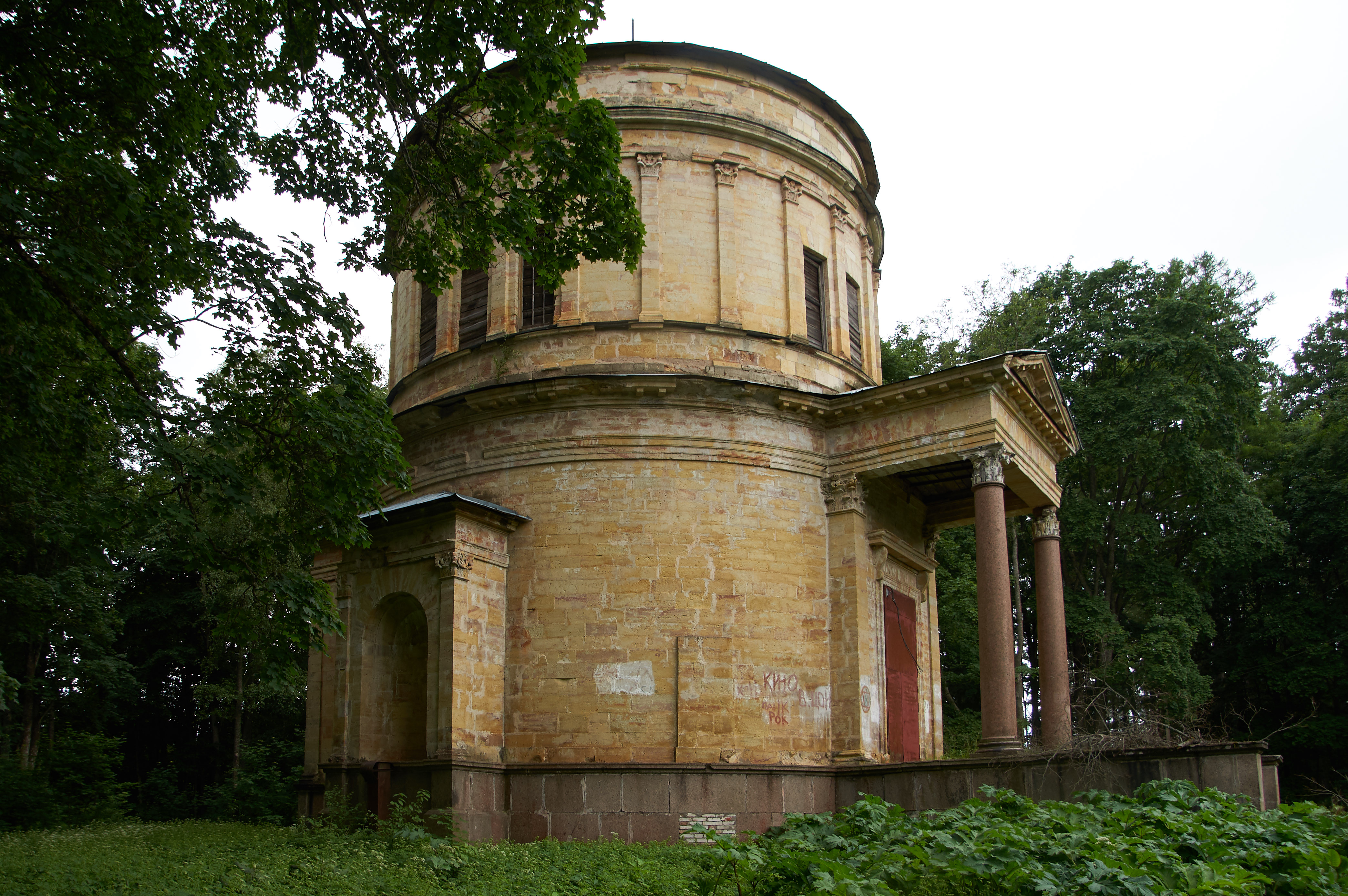
Внешний вид каплицы (2019)
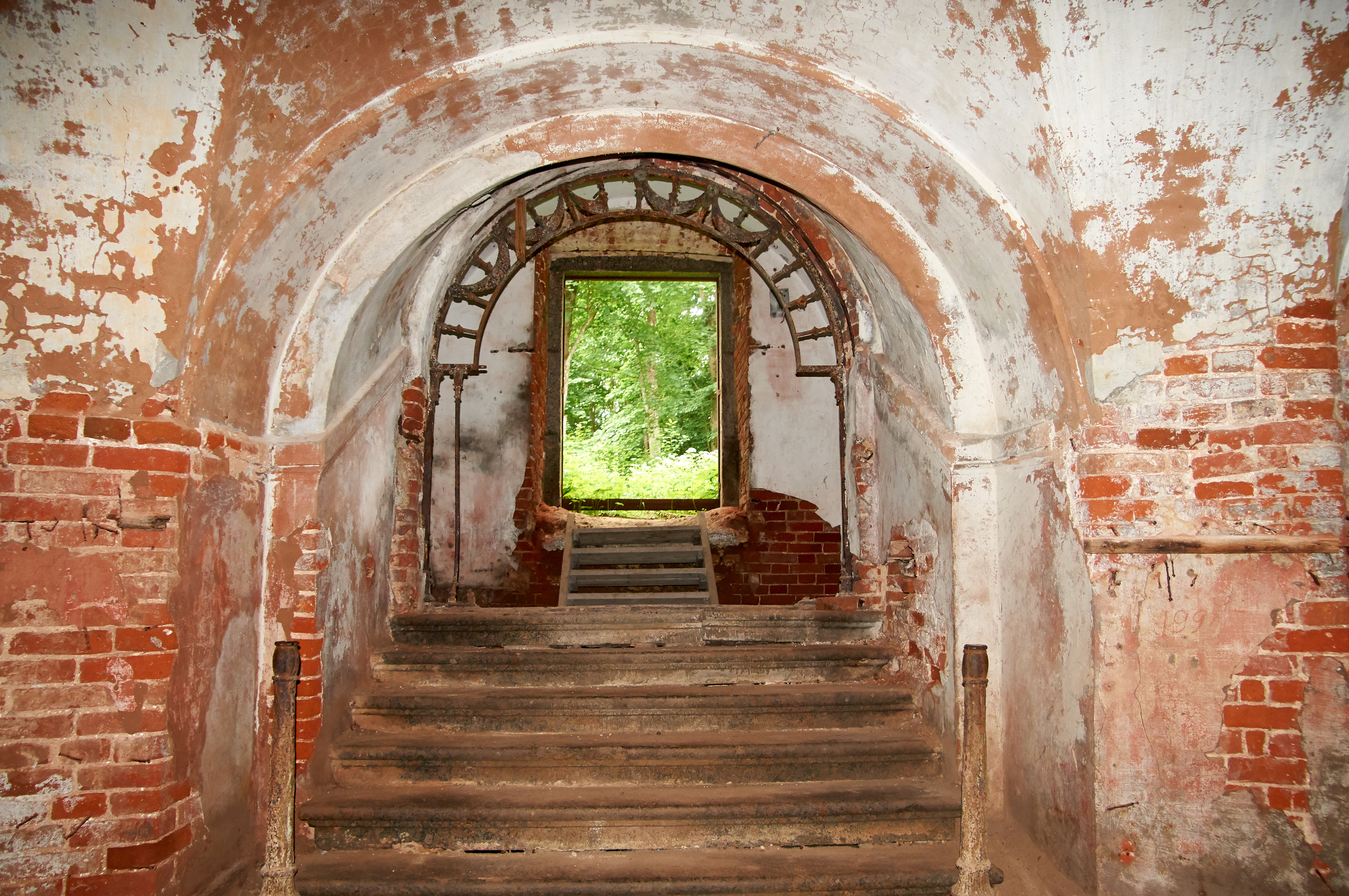
Внутри склепа (2019)
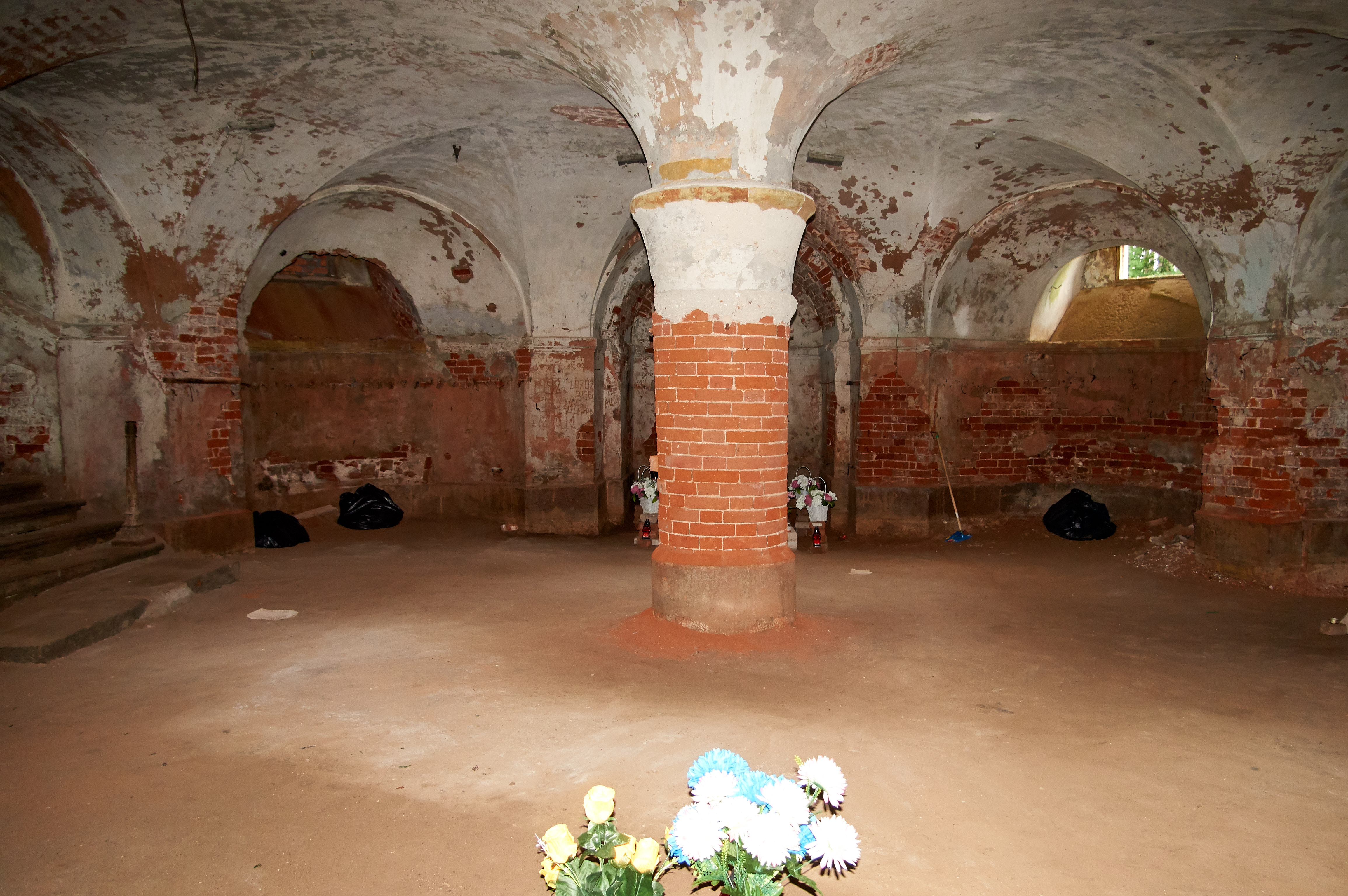
Внутри склепа (2019)
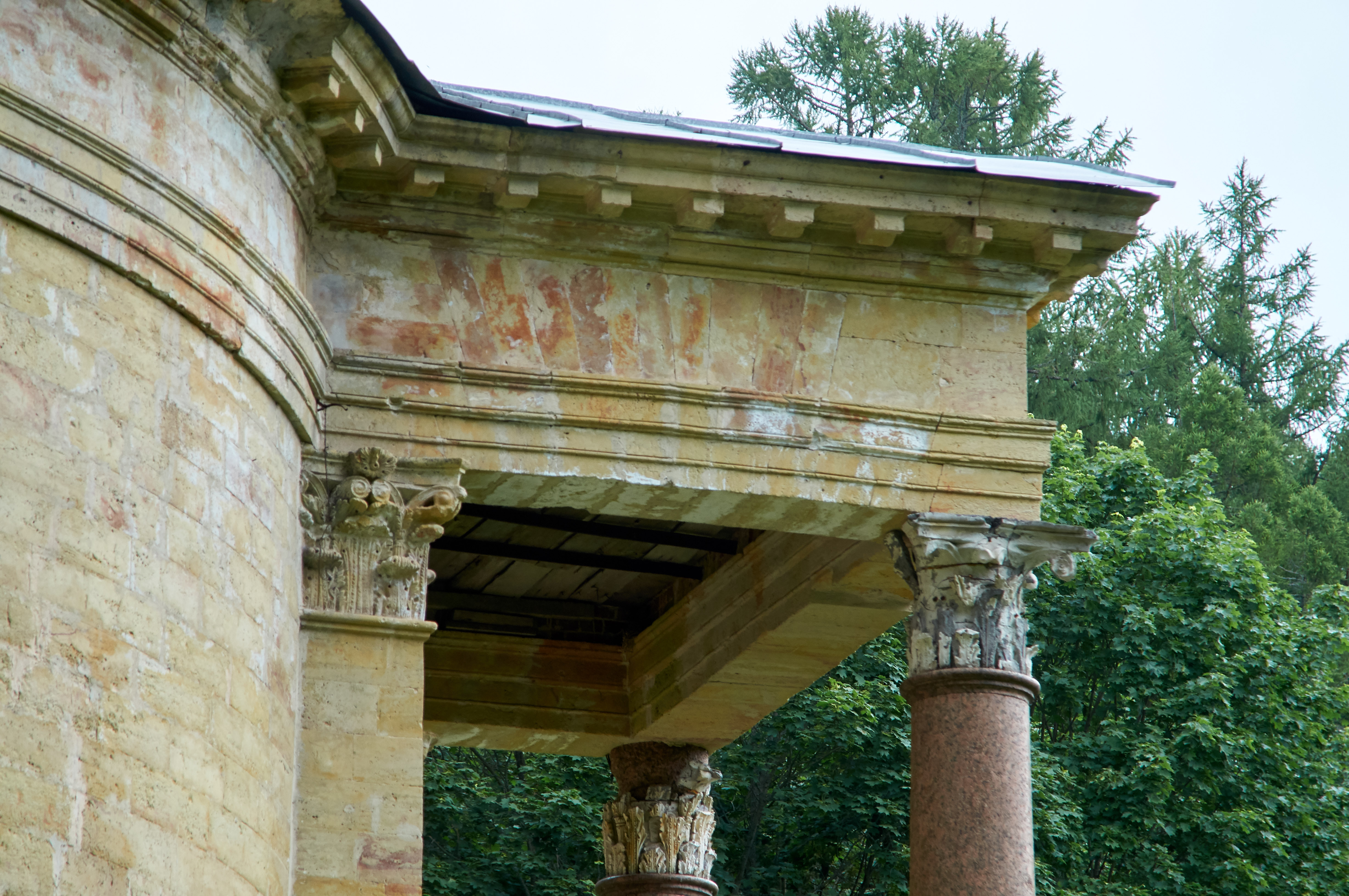
Фрагмент портика и колонн (2019)